# Ibudilast
Ibudilast (mã phát triển: AV-411 hoặc MN-166) là một loại thuốc chống viêm được sử dụng chủ yếu ở Nhật Bản, hoạt động như một chất ức chế phosphodiesterase, ức chế phân nhóm PDE4 ở mức độ lớn nhất, nhưng cũng cho thấy sự ức chế đáng kể khác Các tiểu loại PDE.

## Sử dụng trong y tế
Tại Nhật Bản, viên nang uống ibudilast được chấp thuận để điều trị hen suyễn và cải thiện chứng chóng mặt thứ phát do suy tuần hoàn não mạn tính liên quan đến di chứng nhồi máu não. Dung dịch nhỏ mắt Ibudilast được chỉ định để điều trị viêm kết mạc dị ứng và sốt cỏ khô.
Nó có thể có một số sử dụng làm giảm methamphetamine  và nghiện rượu .

## Dược lý
Ibudilast có thuốc giãn phế quản, thuốc giãn mạch  và tác dụng bảo vệ thần kinh, và chủ yếu được sử dụng trong điều trị hen suyễn và đột quỵ. Nó ức chế kết tập tiểu cầu, và cũng có thể hữu ích trong điều trị bệnh đa xơ cứng.
Ibudilast vượt qua hàng rào máu não và ngăn chặn sự kích hoạt tế bào thần kinh đệm. Hoạt động này đã được chứng minh là làm cho ibudilast hữu ích trong điều trị đau thần kinh và nó không chỉ giúp tăng cường giảm đau do thuốc opioid tạo ra, mà còn làm giảm sự phát triển của sự dung nạp.

### Dược lực học
Ibudilast chủ yếu là một chất ức chế PDE4 nhưng cũng đã được chứng minh là hoạt động như một chất đối vận ở thụ thể giống như thu phí 4 (TLR4). Điều này có thể đóng một phần lớn trong tác dụng của nó, đặc biệt là sức mạnh tổng hợp của nó với thuốc opioid, tác dụng chống viêm và tác dụng giảm đau của chính nó. Không rõ liệu các đặc tính ức chế PDE4 có làm tăng tác dụng của bất hoạt TLR4 và/hoặc ngược lại, mặc dù một số tác dụng của chúng được chia sẻ, chẳng hạn như các đặc tính giảm viêm. Về mặt lý thuyết, thuốc đối kháng TLR4 đảo ngược sự gia tăng đau và viêm do hầu hết các chất chủ vận TLR4, bao gồm nhiều loại thuốc phiện và thuốc phiện.